# Branko Vodnik
Branko Vodnik (Varaždin, 26. veljače 1879. – Zagreb, 14. lipnja 1926.), bio je hrvatski književnik i književni povjesničar i književni kritičar.

## Životopis
Pravo prezime mu je Drechsler. Školovao se u rodnom gradu, slavistiku je studirao u Zagrebu, Pragu i Krakovu, a doktorirao je na zagrebačkom sveučilištu 1905. godine. Bio je profesor hrvatske književnosti na Filozofskom fakultetu u Zagrebu i urednik časopisa "Nova Hrvatska", "Suvremenik" i "Jugoslavenska njiva". 
Javio se u trenutcima koji su bili prijelomni za hrvatsku književnu kritiku, početkom 20. stoljeća. Branko Vodnik je u hrvatskoj književnoj kritici bio zagovaratelj primjene estetskoga kriterija kao prvog. U monografijama i raspravama kombinira biografsku i kritičko-povijesnu metodu, nastojeći ustanoviti ineterakciju između pisca i njegova naroda. Četvrt stoljeća djelovanja zahvaćao je probleme suvremene književnosti, upuštajući se nerijetko i u novinske polemike, te je izdao prvu sustavniju povijest književnosti u Hrvata 1913. Najcjelovitije primjere vlastite povijesne i kritičke metode pokazuje u radovima o piscima 19. stoljeća. 

## Djela
- Slavonska književnost u XVIII. vijeku
- Stanko Vraz
- Petar Preradović: studija, Zagreb, 1903.
- Antun Mihanović
- Povijest hrvatske književnosti: knjiga I.: od humanizma do potkraj XVIII. stoljeća: s uvodom V. Jagića: o hrvatskoj glagolskoj književnosti: izdanje Matice dalmatinske, Matica hrvatska, Zagreb, 1913.

## Nagrade
- 1912.: Nagrada iz zaklade Ivana N. grofa Draškovića, za djelo Povijest hrvatske književnosti: knjiga I.: od humanizma do potkraj XVIII. stoljeća: s uvodom V. Jagića: o hrvatskoj glagolskoj književnosti: izdanje Matice dalmatinske.

## Vanjske poveznice
- Branko Vodnik: Povijest hrvatske književnosti